# Calibrachoa macrodactylon
Calibrachoa macrodactylon là loài thực vật có hoa trong họ Cà. Loài này được (Sm. & Downs) Wijsman mô tả khoa học đầu tiên năm 1990.